# Georgia (film)
Georgia  è un film del 1995 diretto da Ulu Grosbard.
È stato presentato nella sezione Un Certain Regard al 48º Festival di Cannes.

## Riconoscimenti
- 1996 - Premio Oscar
  - Nomination Miglior attrice non protagonista a Mare Winningham
- 1996 - Screen Actors Guild Award
  - Nomination Migliore attrice non protagonista a Mare Winningham
- 1996 - Independent Spirit Awards
  - Miglior attrice non protagonista a Mare Winningham
  - Nomination Miglior attrice protagonista a Jennifer Jason Leigh
  - Nomination miglior attore non protagonista a Max Perlich
  - Nomination Miglior regista a Ulu Grosbard
- 1995 - Montreal World Film Festival
  - Premio alla miglior attrice a Jennifer Jason Leigh
- 1996 - National Society of Film Critics Awards
  - Miglior attrice a Jennifer Jason Leigh
- 1995 - New York Film Critics Circle Awards
  - Miglior attrice a Jennifer Jason Leigh